# Rostislav Vojáček
Rostislav Vojáček (Křenovice, 1949. február 23. –) Európa-bajnoki bronzérmes csehszlovák válogatott cseh labdarúgó.

## Pályafutása

### Klubcsapatban
A pályafutása nagy részét egyetlen klubnál a Baník Ostravánál töltötte. 1970 és 1986 között a csehszlovák bajnokságot három, a csehszlovák kupát két alkalommal sikerült megnyernie. 1984-ben néhány mérkőzésen játszott a Zbrojovka Brno színeiben is.

### A válogatottban
1974 és 1982 között 40 alkalommal szerepelt a csehszlovák válogatottban és 1 gólt szerzett. Részt vett az 1980-as Európa-bajnokságon és az 1982-es világbajnokságon. 

## Sikerei, díjai

### Játékosként
Baník Ostrava
- Csehszlovák bajnok (3): 1975–76, 1979–80, 1980–81
- Csehszlovák kupa (2): 1972–73, 1977–78

Csehszlovákia
- Európa-bajnoki bronzérmes (1): 1980